# هارونا کوجیما
هارونا کوجیما (انگلیسی: Haruna Kojima؛ زادهٔ ۱۹ آوریل ۱۹۸۸) بازیگر، مدل و خواننده پبشین ژاپنی است. او قبلا عضو گروه موسیقی ای‌کی‌بی ۴۸ بود.